# Висока школа социјалног рада Београд
Висока школа социјалног рада једна је од приватних високих школа у Београду. Налази се у улици Теразије 34.

## Историјат
Висока школа социјалног рада је основана као самостална високошколска установа која остварује основне и мастер академске студије у образовном пољу друштвених наука кроз студијске програме Психологија, Социјални рад, Окупациона терапија, Логопедија, Образовање васпитача, Образовање учитеља и Књига предмета. Мисија школе је да створи стручњаке који су способни да примене усвојена знања, вештине и способности, а визија и основни задатак да образују високо компетентне стручњаке. Садрже орган управљања, орган пословања, стручне органе и Студентски парламент. Орган управљања чини Савет са пет чланова, два члана су представници школе, један представник студената и два члана оснивача. Савет ради на седницама и одлуке доноси већином гласова од укупног броја чланова Савета. Правне, кадровске и опште послове, послове за потребе студија, финансијско–рачуноводствене и техничке послове обавља Секретаријат. Школа располаже са великом салом, ИТ администрацијом, студентском службом, библиотеком, зборницом, рачунарским центром, Центром за континуирану едукацију, Центром за науку и истраживања, Центром за издавачку делатност, Центром за развој каријере и Центром за међународну сарадњу.

## Галерија
- Улаз у Високу школу социјалног рада Београд
- Улаз у Високу школу социјалног рада Београд
- Унутрашњост Високе школе социјалног рада Београд
- Натпис школе
- Унутрашњост Високе школе социјалног рада Београд
- Унутрашњост Високе школе социјалног рада Београд